# Sant Vicenç de Torrent
Sant Vicenç de Torrent és una obra de Torrent (Baix Empordà) inclosa a l'Inventari del Patrimoni Arquitectònic de Catalunya.

## Descripció
És una església d'una nau amb capelles laterals i capçalera poligonal de cinc cares. A la façana occidental hi ha la portada, rectangular, amb frontó i fornícula sense imatge; la decoració hi és de relleus geomètrics i esferes, amb un rosetó senzill. Té un campanar de torre, de planta quadrada, a migdia; amb arcades de mig punt.
A l'interior, hi ha voltes de llunetes i arcs de mig punt a la nau, a capçalera i capelles laterals. L'aparell és de rebles i morter, amb carreus a les cantonades.

## Història
A la cara exterior del mur de capçalera hi ha una làpida commemorativa de l'erecció del temple:
DIA 13 AGOST DE /1724FONXH POSA/DA LA PRIMERA PEDRA/DE ESTA YGLESIA PER /LO RN DR EMANUEL/ OLLER I COLOM / NATURAL / DE EST LLOCH DE /TORRENT.
Sobre la inscripicó hi ha, en baix relleu, una creu de Malta i els atributs del martiri del patró: la palma, la mola i unes graelles.
El lloc de torrent i el veí des Torrentí s'esmenten en una butlla del papa Benet VIII de l'any 1017 que confirma les possessions que hi tenien els monjos de Sant Esteve de Banyoles. L'església de Sant Vicenç de Torrent és citada als nomenclàtors de la diòcesi gironina de finals del segle XIV: Eccelsia parrochialis sancti Vincentii de Torrente.